# Escuela de Ingeniería de Tarrasa
La Escuela de Ingeniería de Tarrasa (Escola d'Enginyeria de Terrassa en idioma catalán)  es una escuela de ingeniería de la Universidad Politécnica de Cataluña ubicada en Tarrasa. Actualmente tiene aproximadamente 1500 alumnos matriculados entre las 8 titulaciones que imparte. 
Esta escuela ahora forma parte de la Escuela Superior de Ingenierías Industrial, Aeroespacial y Audiovisual de Tarrasa (ESEIAAT).

## Estudios ofrecidos
La EET ofrece estudios adaptados al Espacio Europeo de Educación Superior (EEES) que abarcan diversas áreas de conocimiento:
Área de Ingeniería Industrial:
- Grado en Ingeniería Eléctrica.
- Grado en Ingeniería Electrónica Industrial y Automática.
- Grado en Ingeniería Mecánica.
- Grado en Ingeniería Química.
- Grado en Ingeniería de Tecnología y Diseño Textil.
- Grado de Ingeniería en Diseño Industrial y Desarrollo del Producto.

Área de Ingeniería de Telecomunicaciones:
- Grado en Ingeniería de Sistemas Audiovisuales.

Másters Universitarios Oficiales:
- Máster en Ingeniería Textil, Papelera y Gráfica.

## Historia
La Escuela de ingeniería de Tarrasa inició su actividad en agosto del año 1901, y la enseñanza en febrero de 1902. En su comienzo era conocida por el nombre de Escuela Superior de Industrias de Tarrasa y se impartían estudios de Peritación Industrial, Práctico Industrial y Estudios Elementales para obreros. 
La escuela nace originalmente para cubrir las necesidades de la industria textil de Tarrasa, industria que tiene su desarrollo más importante en el siglo XIX con la aparición de la máquina de vapor y los nuevos telares mecánicos.
Inicialmente se ubicó en la calle Topete número 4 y el 3 de julio de 1904 se trasladó a su ubicación actual, en la calle Colom número 1, donde se inauguró el edificio de la actual sede de la EET. El edificio es de estilo modernista catalán que caracterizaba a la ciudad de Tarrasa, obra del arquitecto Lluís Muncunill i Parellada. Este mismo año se celebró una exposición que representó el punto álgido de las artes aplicadas. El 1943 el edificio pasó a ser propiedad del estado, manteniendo su función educativa.

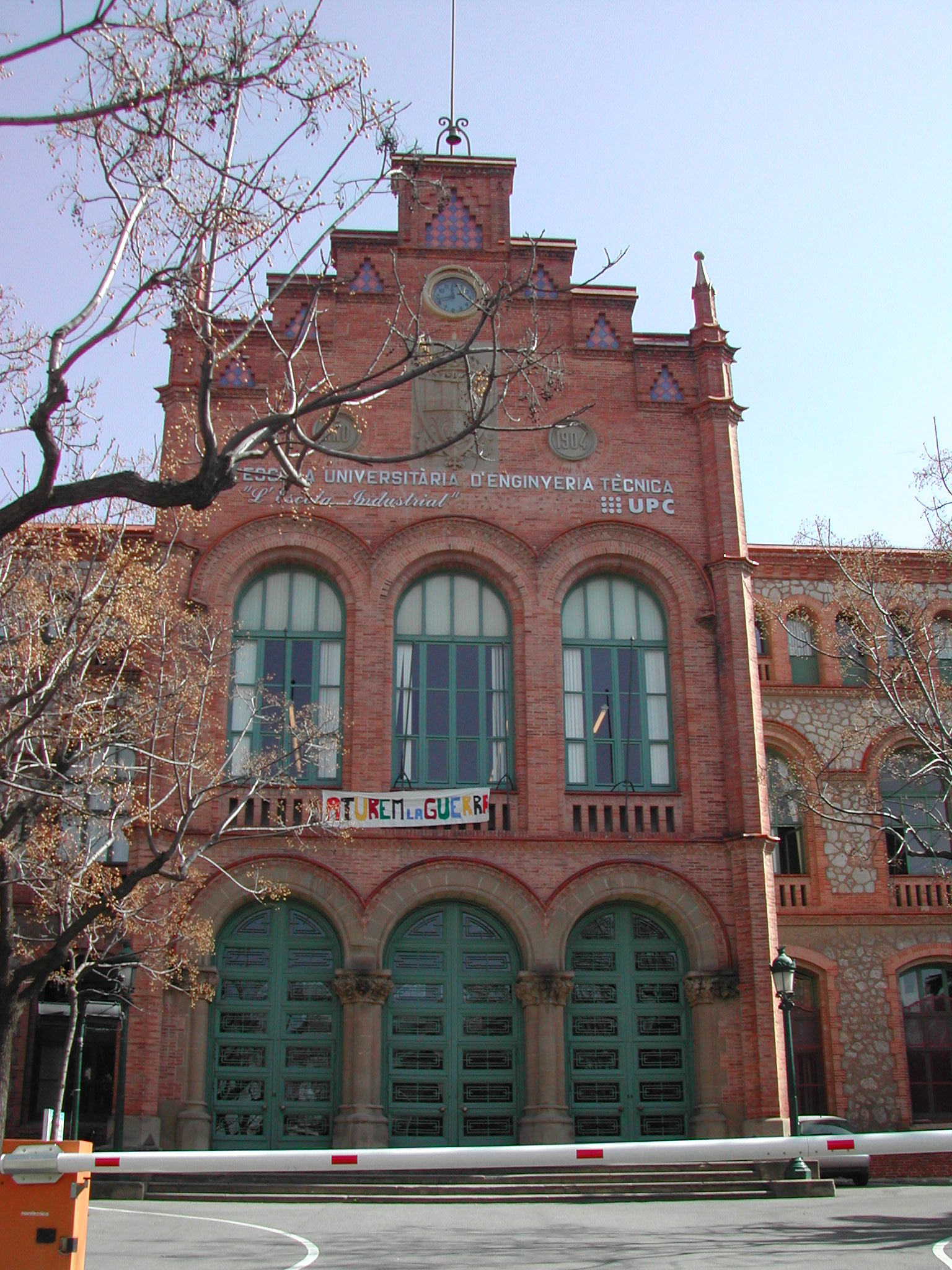
Detalle de la entrada

La escuela industrial de Tarrasa se caracteriza también por impartir los estudios de Ingeniería textil desde 1906, ahora adaptados a los estudios de grado. Esta especialidad se ha impartido conjuntamente con las áreas de conocimiento de ingeniería química, mecánica, eléctrica y electrónica.
En el año 1962 apareció la necesidad de separar los estudios de perito de los estudios superiores y empezaron a impartirse las clases en la Escuela Técnica Superior de Ingenieros Industriales, en la calle Colom número 11.
El año 1972, la escuela pasó a formar parte de la Universidad Politécnica de Barcelona, que luego pasó a ser la Universidad Politécnica de Cataluña.

## Campus
La EET se encuentra ubicada en el Campus de Tarrasa de la UPC.

### El edificio modernista
La EET es una de las primeras obras de Lluís Muncunill i Parellada , que se caracterizaron por la influencia de los estilos historicistas. Es un edificio aislado, con planta baja y dos pisos, estructurado en forma de U alrededor de un patio interior. El vestíbulo central, que da acceso a las aulas y a dependencias como la biblioteca, está aguantado por columnas de hierro y muestra un busto del político e industrial Alfonso Sala, conde de Egara,  fundador de la escuela. La fachada principal destaca por la cabecera escalonada del cuerpo central de entrada y los dos cuerpos laterales. Según el proyecto de Josep Domènech i Mansana, se añadieron dos naves perpendiculares a los extremos del edificio primitivo que estaban destinadas a ser talleres.

### Situación
La EET la forman los edificios TR1 (edificio principal), TR2 (edificio posterior) y TR3 (nave lateral) del Campus de Tarrasa, siendo su entrada principal por la calle Colom 1 en el edificio TR1.
Está ubicada en el Campus de la Universidad Politécnica de Cataluña en Tarrasa, que situado dentro del entorno urbano de la ciudad de Tarrasa, dispone de comunicaciones con Barcelona y su área metropolitana (Cercanías de RENFE, FFCC, y red de autobuses urbanos). 